# Pomnik Bolesława Chrobrego we Wrocławiu
Pomnik Bolesława Chrobrego we Wrocławiu – pomnik konny Bolesława Chrobrego według projektu Doroty Korzeniewskiej, Macieja Albrzykowskiego i Grażyny Jaskierskiej-Albrzykowskiej, wzniesiony we Wrocławiu przy ulicy Świdnickiej i odsłonięty 15 września 2007 roku.
Pomnik jest pierwszym konnym pomnikiem w powojennym Wrocławiu, powstał w miejscu stojącego przed 1945 rokiem pomnika cesarza Wilhelma I. Bolesław Chrobry trzyma w dłoni włócznię św. Maurycego (symbol władzy cesarskiej). Cokół opasuje wstęga z brązu z tekstem w języku polskim, niemieckim i czeskim, mapą Europy z roku 1000 oraz płaskorzeźbami, m.in. papieża Sylwestra II, Ottona III i św. Wojciecha.
Pomnik powstał z inicjatywy trzech osób: Krzysztofa Wójcika, Tomasza Kabata i Krzysztofa Mironowicza, założycieli Fundacji Pro Wratislavia. Liczy wraz z cokołem ok. 10 metrów wysokości; postać króla wraz z koniem, odlana ze spiżu waży około 6,5 tony. Przyczyną budowy pomnika Chrobrego we Wrocławiu był fakt, że dzięki temu królowi w roku 1000 ustanowiono tu biskupstwo, co uczyniło miasto stolicą regionu i przyspieszyło jego rozwój.
Historycy zwracają uwagę, że koń Chrobrego nie jest odmianą spotykaną we wczesnośredniowiecznej Europie. Nie jest to jednak, jak twierdzą autorzy, rzeźba realistyczna, lecz wizja figuratywna.